# María Cristina Betancourt
María Cristina Betancourt Ramírez (* 15. Dezember 1947 in Havanna) ist eine ehemalige kubanische Diskuswerferin.
Bei den Leichtathletik-Zentralamerika- und Karibikmeisterschaften 1969, 1971 und 1973, den Zentralamerika- und Karibikspielen 1970 und 1974 und bei den Panamerikanischen Spielen 1971 in Cali und 1975 in Mexiko-Stadt gewann sie jeweils Silber.
1976 wurde sie bei den Olympischen Spielen in Montreal Siebte.
Weitere Silbermedaillen folgten bei den Zentralamerika- und Karibikspielen 1978 und bei den Panamerikanischen Spielen 1979 in San Juan. Beim Leichtathletik-Weltcup 1979 in Montreal wurde sie Dritte, und bei den Olympischen Spielen 1980 in Moskau schied sie in der Qualifikation aus.
1981 wurde sie Zentralamerika- und Karibikmeisterin, und 1982 siegte sie bei den Zentralamerika- und Karibikspielen.
Bei den Panamerikanischen Spielen 1983 in Caracas wurde ihr die Goldmedaille wegen Dopings aberkannt.
Ihre persönliche Bestleistung von 66,54 m stellte sie am 13. Februar 1981 in Havanna auf.
1984 beendete sie ihre aktive Karriere und wurde Trainerin. 2004 ließ sie sich vom kubanischen Staat als Sportentwicklungsberaterin nach Mexiko entsenden und ging im Anschluss in den Ruhestand. 